# Lothar Doster
Lothar Doster (* 16. Mai 1950 in Affaltrach) ist ein ehemaliger deutscher Hochspringer.
1971 wurde er mit 2,14 m Vierter bei den Leichtathletik-Halleneuropameisterschaften in Sofia und schied bei den Leichtathletik-Europameisterschaften in Helsinki in der Qualifikation aus. Insgesamt startete er zehnmal im Nationaltrikot. Bei den Militärweltmeisterschaften 1971 gewann er den Titel mit 2,10 m.
1973 wurde er Deutscher Meister, nachdem er in den drei vorangegangenen Jahren jeweils Vizemeister geworden war. In der Halle wurde er 1972 Vizemeister und 1973 Dritter.
Seine persönliche Freiluft-Bestleistung von 2,17 m stellte er am 15. August 1970 in Autun auf.
Der 1,83 m große Lothar Doster startete für die LG Heilbronn und wechselte 1971 zum SV Salamander Kornwestheim. Doster ist gelernter Versicherungskaufmann.